# Propuesta Batllista
Propuesta Batllista (abreviatura ProBa) fue una agrupación política uruguaya en el seno del Partido Colorado.

## Historia
Fue presentada el 31 de julio de 2009, y propuso nuclear en su seno a las corrientes de extracción batllista hasta hace poco activas en el Foro Batllista y la Lista 15. De hecho, ya existía la inquietud entre los dirigentes de dichas agrupaciones por crear un espacio común batllista, opuesto internamente al ascenso de Vamos Uruguay, pero no había tenido eco. Finalmente, con el beneplácito del expresidente Julio María Sanguinetti, Proba se concreta como una propuesta electoral de cara a las elecciones parlamentarias de octubre. 
En los comicios presentaron una lista común al Senado encabezada por José Amorín Batlle y Tabaré Viera. Ambos resultaron elegidos al Senado. El sector obtuvo tres diputados: Óscar Magurno por Montevideo, Gustavo Espinosa por Canelones y Marne Osorio Lima por Rivera.
En septiembre de 2012, ProBa realizó actividades con vistas a las internas de 2014. Logró la adhesión de Alberto Iglesias, Ruben Rodríguez y otros dirigentes. José Amorín Batlle se perfiló como precandidato.